# Saison 2021 de l'équipe cycliste Bahrain Victorious
La saison 2021 de l'équipe cycliste Bahrain Victorious est la cinquième de cette équipe.

## Coureurs et encadrement technique

### Arrivées et départs
| Coureur        | Provenance              | Durée contrat |
| -------------- | ----------------------- | ------------- |
| Jack Haig      | Mitchelton-Scott        | 2021-2023     |
| Ahmed Madan    | Bahrain Cycling Academy | 2021-2022     |
| Gino Mäder     | NTT Pro Cycling         | 2021-2022     |
| Jonathan Milan | Cycling Team Friuli ASD | 2021-2022     |

| Coureur             | Nouvelle équipe       | Durée contrat |
| ------------------- | --------------------- | ------------- |
| Enrico Battaglin    | Bardiani CSF Faizanè  | 2021          |
| Grega Bole          |                       |               |
| Mark Cavendish      | Deceuninck-Quick Step | 2021          |
| Iván García Cortina | Movistar              | 2021-2023     |
| Luka Pibernik       |                       |               |

### Effectif de la saison
| Coureur           | Date de Nais.              | Equipe en 2020   | Cont. |
| ----------------- | -------------------------- | ---------------- | ----- |
| Yukiya Arashiro   | 22 septembre 1984 (37 ans) | Bahrain-McLaren  | 2021  |
| Phil Bauhaus      | 8 juillet 1994 (27 ans)    | Bahrain-McLaren  | 2021  |
| Pello Bilbao      | 25 janvier 1990 (31 ans)   | Bahrain-McLaren  | 2021  |
| Santiago Buitrago | 26 septembre 1999 (22 ans) | Bahrain-McLaren  | 2021  |
| Eros Capecchi     | 13 juin 1986 (35 ans)      | Bahrain-McLaren  | 2021  |
| Damiano Caruso    | 12 octobre 1987 (34 ans)   | Bahrain-McLaren  | 2022  |
| Sonny Colbrelli   | 17 mai 1990 (31 ans)       | Bahrain-McLaren  | 2023  |
| Scott Davies      | 5 août 1995 (26 ans)       | Bahrain-McLaren  | 2021  |
| Chun Kai Feng     | 2 novembre 1988 (33 ans)   | Bahrain-McLaren  | 2021  |
| Jack Haig         | 6 septembre 1993 (28 ans)  | Mitchelton-Scott | 2023  |
| Marco Haller      | 1er avril 1991 (30 ans)    | Bahrain-McLaren  | 2021  |
| Heinrich Haussler | 25 février 1984 (37 ans)   | Bahrain-McLaren  | 2021  |
| Kevin Inkelaar    | 8 juillet 1997 (24 ans)    | Bahrain-McLaren  | 2021  |
| Mikel Landa       | 13 décembre 1989 (32 ans)  | Bahrain-McLaren  | 2021  |

| Coureur             | Date de Nais.             | Equipe en 2020          | Cont. |
| ------------------- | ------------------------- | ----------------------- | ----- |
| Ahmed Madan         | 25 août 2000 (21 ans)     | Bahrain Cycling Academy | 2022  |
| Gino Mäder          | 4 janvier 1997 (24 ans)   | NTT                     | 2022  |
| Jonathan Milan      | 1er octobre 2000 (21 ans) | Cycling Team Friuli ASD | 2022  |
| Matej Mohorič       | 19 octobre 1994 (27 ans)  | Bahrain-McLaren         | 2021  |
| Domen Novak         | 12 juillet 1995 (26 ans)  | Bahrain-McLaren         | 2021  |
| Mark Padun          | 6 juillet 1996 (25 ans)   | Bahrain-McLaren         | 2021  |
| Hermann Pernsteiner | 7 août 1990 (31 ans)      | Bahrain-McLaren         | 2021  |
| Wout Poels          | 1er octobre 1987 (34 ans) | Bahrain-McLaren         | 2021  |
| Marcel Sieberg      | 30 avril 1982 (39 ans)    | Bahrain-McLaren         | 2021  |
| Dylan Teuns         | 1er mars 1992 (29 ans)    | Bahrain-McLaren         | 2022  |
| Jan Tratnik         | 23 février 1990 (31 ans)  | Bahrain-McLaren         | 2022  |
| Rafael Valls        | 25 juin 1987 (34 ans)     | Bahrain-McLaren         | 2021  |
| Stephen Williams    | 9 juin 1996 (25 ans)      | Bahrain-McLaren         | 2021  |
| Fred Wright         | 13 juin 1999 (22 ans)     | Bahrain-McLaren         | 2021  |

## Champions nationaux, continentaux et mondiaux
| Date              | Course                                       | Maillot | Coureurs        | Pays     | Lieu   |
| ----------------- | -------------------------------------------- | ------- | --------------- | -------- | ------ |
| 17 juin 2021      | Championnats de Slovénie du contre-la-montre |         | Jan Tratnik     | Slovénie | Koper  |
| 20 juin 2021      | Championnats d'Italie sur route              |         | Sonny Colbrelli | Italie   | Imola  |
| 20 juin 2021      | Championnats de Slovénie sur route           |         | Matej Mohorič   | Slovénie | Koper  |
| 12 septembre 2021 | Championnats d'Europe – Course en ligne      |         | Sonny Colbrelli | Italie   | Trente |